# RFU Championship 1994-95
La RFU Championship 1994-95 fue la octava edición del torneo de segunda división de rugby de Inglaterra.

## Sistema de disputa
Los equipos se enfrentaran todos contra todos en condición de local y de visitante, totalizando 18 partidos en la fase regular.

## Clasificación
| Pos. | Equipo             | Encuentros | Encuentros | Encuentros | Encuentros | Tantos | Tantos | Tantos | Puntos |
| Pos. | Equipo             | PJ         | PG         | PE         | PP         | F      | C      | Dif    | Puntos |
| ---- | ------------------ | ---------- | ---------- | ---------- | ---------- | ------ | ------ | ------ | ------ |
| 1    | Saracens           | 18         | 15         | 1          | 2          | 389    | 213    | 176    | 31     |
| 2    | Wakefield RFC      | 18         | 12         | 1          | 5          | 354    | 261    | 93     | 25     |
| 3    | Newcastle Gosforth | 18         | 8          | 2          | 8          | 373    | 281    | 92     | 18     |
| 4    | London Scottish    | 18         | 9          | 0          | 9          | 351    | 321    | 30     | 18     |
| 5    | London Irish       | 18         | 9          | 0          | 9          | 363    | 381    | –18    | 18     |
| 6    | Moseley RFC        | 18         | 8          | 1          | 9          | 299    | 303    | –4     | 17     |
| 7    | Nottingham RFC     | 18         | 8          | 1          | 9          | 299    | 322    | –23    | 17     |
| 8    | Waterloo RFC       | 18         | 8          | 0          | 10         | 287    | 331    | –44    | 16     |
| 9    | Fylde Rugby Club   | 18         | 8          | 0          | 10         | 250    | 329    | –79    | 16     |
| 10   | Coventry RFC       | 18         | 2          | 0          | 16         | 213    | 436    | –223   | 4      |

|  | Campeón.                            |
|  | Descendidos a la National League 1. |

| Bandera de Inglaterra |
| Campeón Saracens      |
| Segundo título        |